# USS 파스퇴르 (NCC-58925)
USS 파스퇴르(영어: The USS Pasteur, NCC-58925)는 안티-타임라인(Anti-timeline, 반시간)에서 파괴된, 올림픽 계열의 가공의 의료 함선이다.
클링온 순양함에 의해 파괴되었다.(TNG: 좋기만 한 것들 All Good Things...)